# Micropterix amsella
Micropterix amsella és una espècie d'arna de la família Micropterigidae.
És una espècie endèmica de Croàcia.